# Фантомът от Операта
Вижте пояснителната страница за други значения на Фантомът от Операта.
Фантомът от Операта (Le Fantôme de l’Opéra) е роман от Гастон Льору, вдъхновен от Трилби на Жорж дю Морие. Публикуван е през 1910 и за първи път е преведен на английски през 1911. Оттогава е адаптиран в много филми и сценични постановки.
Романът разказва за мистериозна фигура, която тероризира парижката опера с опитите си да направи известна младата певица, която обича.

## История
„Фантомът на операта“ е готически роман, който съчетава в себе си романтика, ужаси, мистерия и трагедия.
В романа на Льору от 1910 действието се развива през 19 век в Париж (Гранд опера), луксозна монументална сграда, построена над подземно езеро. Служителите в операта смятат, че в сградата живее мистериозен призрак, който предизвиква редица инциденти. „Духът от Операта“ („le fantôme de l’Opéra“) изнудва управителя да му плаща всеки месец по 20 000 франка и да му запазва ложа.
В това време младата оперна певица Кристин Дае (която смята, че е вдъхновявана от Ангела на музиката, изпратен от баща ѝ) придобива популярност на оперната сцена, след като замества примадоната Карлота, която два пъти се налага да бъде замествана заради мистериозна болест. Кристин печели сърцата на публиката и на своя възлюбен от детството, виконт Раул дьо Шани.
Тогава фантомът започва да завижда за връзката на Кристин с Раул и я кани да го посети в подземния му свят под сградата. Кристин приема и долу в катакомбите научава, че нейният ангел е всъщност обезобразен музикален гений, който носи маска, за да скрие лицето си. Тя извиква от ужас, след като вижда лицето му и Фантомът я заключва в подземието си, като се съгласява да я освободи, ако тя обещае да се върне при него на своя воля.
Кристин е разкъсана между любовта си към младия и чаровен виконт Раул и очарователната, тъжно-красива музика на Фантома. Когато разбира, че нейният Ангел на Музиката е всъщност и Фантомът от Операта, отговорен за инцидентите и убийствата, тя и Раул решават да се оженят тайно и да избягат от Париж и от взора на Фантома.
Фантомът разкрива плана им и по време на последния спектакъл на Кристин я отвлича и я отвежда обратно в подземието си. Там долу е и последният сблъсък между Фантома, Кристин и Раул.